# Васкес, Хенаро
Хенаро Васкес Рохас (исп. Genaro Vázquez Rojas, 10 июня 1931, Сан-Луис-Акатлан, Герреро — 2 февраля 1972, Морелия, Мичоакан) — мексиканский сельский учитель, профсоюзный активист и революционер.

## Биография

### Гражданское сообщество Герреран
Хенаро Васкес Рохас изучал право в Национальном автономном университете Мексики (UNAM), но не закончил его. В возрасте 24 лет он стал одним из основателей Гражданского сообщества Герреро (CCG), одновременно преподавая в школах в трущобах Федерального округа. В следующем, 1958, году Васкес Рохас участвовал в Революционном движении учителей (MRM) во время забастовки и захвата Секретариата народного образования. В конце концов Васкес Рохас был уволен из школы и продолжил представлять интересы работников кофейных, копровых и пальмовых плантаций перед Департаментом аграрных дел и колонизации (DAAC).

### Гражданская ассоциация Герреро
Между 1958 и 1960 годами CCG преобразовалась в Гражданскую ассоциацию Герреро (ACG) с заявленными целями борьбы за земельную реформу и права сельскохозяйственных рабочих. 13 мая 1960 года Васкес Рохас созвал свою первую ассамболею района Сан-Франсиско в столице Герреро Чильпансинго, требуя расследования в отношении тогдашнего губернатора Герреро Рауля Кабальеро Абурто. 30 октября 1960 года ACG возглавила 5000 человек на гражданскую стоячую забастовку в поддержку недавних демонстраций студентов в университете штата.
Два года спустя, 31 декабря 1962 года, в Игуале собралось 3000 протестующих, и когда полиция напала на демонстрантов, 28 человек были убиты, десятки ранены и 156 арестованы. После протестов ACG была объявлена вне закона, а Васкес Рохас был обвинён в убийстве агента, назначенного для наблюдения за ним. Васкес Рохас бежал на северо-восток, где скрывался четыре года.
Хенаро Васкес Рохас был в конечном итоге схвачен в офисе Движения национального освободительного (Movimiento de Liberación National, MLN) 9 ноября 1966 года. 22 апреля 1968 года ACG атаковала тюрьму в Игуале и освободила своего захваченного лидера. После побега Васкес Рохас скрылся в горах Сьерры, где начал работать над целями ACG на национальном уровне. С новым мировоззрением пришло и новое название: ACG была преобразована в Национальную гражданскую ассоциацию Герреро (GNCA).

### Революционная национальная гражданская ассоциация
GNCA, вдохновлённая Гаванской декларацией Фиделя Кастро 1962 года и программой Национального освободительного движения (MLN) от августа 1961 года, была создана для ведения длительной партизанской борьбы. GNCA стремилась наладить связи с другими партизанскими организациями и координировать революцию не только в Герреро, но и по всей стране. В декабре 1971 года, после достижения целей GNCA, организация была переименована в Революционную национальную гражданскую ассоциацию (Asociación Cívica Nacional Revolucionaria, ACNR). ACNR продолжала поддерживать партизанские отряды и работать над объединением других радикальных групп.

### Национальная революционная гражданская ассоциация
ACNR провела три партизанские операции в период с 1969 по 1971 год. 19 апреля 1969 года ACNR организовала нападение на Мексиканский коммерческий банк; которое оказалось провальным, поскольку полиции удалось вернуть три миллиона украденных песо и задержать партизан, которые провели налёт. Из-за поломки такси, на котором они скрылись, партизаны были быстро схвачены и доставлены под стражу. 5 января 1971 года на шоссе был похищен Конасиано Луна Радилья, управляющий Коммерческим банком Юга. Был запрошен и получен выкуп в размере полумиллиона песо, и Конасиано был освобожден. Заключительный акт был совершен 19 ноября 1971 года с похищением Хайме Кастрехона Диеса. Диес был владельцем концессии Coca-Cola, владельцем завода по производству безалкогольных напитков «Йоли», ректором Университета Герреро и бывшим мэром Таско. ACNR потребовала освобождения девяти политических заключённых, выплаты двух с половиной миллионов песо и проведения официальных судебных процессов над всеми крестьянами, содержавшимися в военных казармах. ACNR получила выкуп в размере 500 000 песо и освобождения девяти политических заключённых на Кубу. Диес был освобождён 1 декабря 1971 года.

## Гибель
Отряды ACNR, действовавшие вдоль побережья Коста-Гранде между Акапулько и рекой Бальсас, вызвали на себя гнев федерального правительства: их преследовали армейские батальоны, вертолеты и десантники, используя контрпартизанские методы, разработанные США во Вьетнаме. 2 февраля 1972 года Васкес Рохас был схвачен армией после автокатастрофы; считается, что он скончался от полученных ран, хотя местные источники в Морелии оспаривали заявление правительства и утверждали, что Васкес был внесудебно казнён армией.